# Sonia Draga
Sonia Sabina Draga (ur. 31 października 1967 w Katowicach) – polska wydawczyni, działaczka społeczna i przedsiębiorczyni, założycielka i redaktor naczelna Grupy Wydawniczej Sonia Draga, w latach 2020-2024 prezes Polskiej Izby Książki. Od 2024 prezes Federacji Europejskich Wydawców.

## Życiorys
Założycielka Wydawnictwa Sonia Draga i prezes Grupy Wydawniczej Sonia Draga, w skład której wchodzą także Wydawnictwo Debit oraz imprinty: Post Factum, Młody Book i Non Stop Comics. Jest właścicielką dwóch księgarń, w Chorzowie i Katowicach.
Działalnością wydawniczą zajmuje się od 2000 jako prezeska zarządu Wydawnictwa Sonia Draga. Wcześniej, przez dziesięć lat, jej firma specjalizowała się wyłącznie w imporcie i dystrybucji samochodowego sprzętu audio. Pierwszą książką, jaką wydała, było Stereo w twoim samochodzie w tłumaczeniu właścicielki oficyny. W ramach swojego wydawnictwa opublikowała m.in. twórczość Dana Browna, E.L. James, Jonathana Franzena, Eleny Ferrante i innych autorów.
Przez wiele lat była wiceprezesem Regionalnej Izby Gospodarczej w Katowicach, a od czerwca 2016 r. jest członkiem zarządu Targi Książki Sp. z o.o. organizującej m.in. Warszawskie Targi Książki czy Śląskie Targi Książki. W 2013 została zaproszona do grona stu Ambasadorek Przedsiębiorczości Kobiet w Polsce.
Była gospodynią programu TVP3 Katowice Śląskie czyta.
We wrześniu 2007 ukazała się książka Meksyk. Kraj kontrastów ze zdjęciami jej autorstwa i tekstem Łukasza Gołębiewskiego. W listopadzie 2009 wydała album ze swoimi zdjęciami Świat w moim obiektywie, a jesienią 2010 własną książkę podróżniczą RPA – kraj niespodzianek.
W latach 2020–2024 pełniła funkcję prezesa Polskiej Izby Książki.
5 listopada 2024 została wybrana na stanowisko prezesa Federacji Europejskich Wydawców.

## Nagrody i odznaczenia
Wydawnictwo Sonia Draga zostało nagrodzone przez Magazyn Literacki „Książki” tytułem Wydawca Roku 2012.
Za swoje zasługi odznaczona Srebrnym Krzyżem Zasługi (2000) oraz Kawalerskim Orderem Narodowym Zasługi przyznanym przez Prezydenta Francji. W lipcu 2015 otrzymała „Odznakę Honorową za Zasługi dla Rozwoju Gospodarki Rzeczypospolitej Polskiej”.
W grudniu 2019 roku została wyróżniona Pamiątkowym Medalem PTWK za działalność na rzecz książki i kultury. W 2020 roku magazyn Home & Market uznał Sonię Dragę za jedną z pięćdziesięciu najbardziej wpływowych kobiet w Polsce.

## Życie prywatne
Ukończyła studia w Akademii Ekonomicznej im. Karola Adamieckiego w Katowicach (obecnie Uniwersytet Ekonomiczny w Katowicach). Zna kilka języków obcych, w tym: angielski, francuski, hiszpański, włoski. Ma syna.